# جوناثان مان
جوناثان مان هو صحفي ومقدم تلفزيوني كندي، ولد في 16 يوليو 1960 في مونتريال في كندا.